# Parajuriste
Au Canada, le parajuriste (ou technicien en droit, technicien juridique) est habilité à exercer son travail dans plusieurs domaines du droit, ainsi que pour différents professionnels ou employeurs. 
De plus, au Québec, il est selon la loi, la seule personne à pouvoir prétendre à la profession d'huissier de justice avec les titulaires d'un baccalauréat en droit, soit généralement des avocats membres du Barreau du Québec.

## Formation

### Canada

#### Québec
Dans la province, pour exercer le métier de parajuriste, il faut généralement avoir complété un diplôme d'études collégiales (DÉC) en Techniques juridiques (3 ans d'études postsecondaires techniques). 
À la suite de cette formation, le technicien juridique est en mesure de rédiger des procédures, de lire et d'interpréter les lois, la jurisprudence et la doctrine, il peut aussi assurer un suivi complet des dossiers judiciaires. Il est aussi capable d'effectuer la recherche et l'examen de titres au Bureau de la publicité des droits ou sur le registre foncier en ligne. Il est en mesure de monter un dossier en matière immobilière pour le notaire. Il s'avère un atout précieux pour les juristes.

### France
Certains aspects de la formation québécoise peuvent s'apparenter à la formation menant au diplôme universitaire de technologie (DUT) Carrières juridiques, voire au brevet de technicien supérieur (BTS) Notariat.

## Connaissances
Le parajuriste possède les connaissances suivantes :
- droit familial ;
- droit civil ;
- droit criminel et pénal ;
- droit administratif ;
- droit commercial et corporatif ;
- droit du travail ;
- procédure civile ;
- jurisprudence, doctrine et législation ;
- comptabilité en fidéicommis ;
- gestion d'un cabinet d'avocat ou d'une étude de notaire.